# SF Holding
SF Holding Company Limited («Шуньфэн») — одна из крупнейших логистических групп Китая. Объединяет компанию экспресс-доставки SF Express, грузовую авиакомпанию SF Airlines и другие дочерние структуры. Основана в 1993 году, базируется в Шэньчжэне, акции котируются на Шэньчжэньской фондовой бирже. В SF Holding занято свыше 135 тыс. сотрудников.
Основные направления деятельности — автомобильные, авиационные и морские перевозки грузов (в том числе посылок, лекарств, замороженных продуктов питания, фруктов и цветов), складские и финансовые услуги, розничная торговля (сеть магазинов, где можно получить товары, купленные на сайтах). Помимо материкового Китая SF Holding активно работает в Гонконге, Макао, на Тайване, в Южной Корее, Японии, Таиланде, Малайзии, Сингапуре, Мьянме, Бангладеш, США и Западной Европе.

## История
Компания была основана предпринимателем Ван Вэйем в 1993 году в городе Фошань и изначально работала в районе дельты Жемчужной реки (главным образом совершая «серый» трафик различных грузов между Гуандуном и Гонконгом). В 1997—2002 годах SF Express вышла за пределы Южного Китая и начала быстро расти. В 2002—2007 годах компания перенесла свою штаб-квартиру в Шэньчжэнь и стандартизировала сеть доставки. В 2009 году компания основала собственную авиакомпанию SF Airlines и вышла на международный рынок логистических услуг. В начале 2017 года SF Express вышла на Шэньчжэньскую фондовую биржу и вскоре была официально переименована в SF Holding. 
Весной 2017 года SF Holding создал совместное предприятие с United Parcel Service для активизации услуг экспресс-доставки между США и Китаем. В марте 2019 года SF Holding создал совместное предприятие с германской группой Deutsche Post DHL и приобрёл 25 % акций логистической компании KOSPA Limited из Мьянмы. По итогам 2019 года чистая прибыль SF Holding выросла на 27 % и достигла 5,8 млрд юаней, а выручка выросла на 23 % и достигла 112 млрд юаней.
В мае 2020 года выручка SF Holding от экспресс-доставки выросла на 41,46 % в годовом исчислении и составила 11,45 млрд юаней (около 1,61 млрд долл. США). Объем операций в мае достиг 636 млн посылок, что на 83,82 % больше показателя прошлого года за аналогичный период. За первые шесть месяцев 2020 года объём операций SF Holding составил почти 3,66 млрд посылок, что на 81,27 % больше, чем за тот же период прошлого года. В марте 2021 года SF Airlines начала осуществлять грузовые авиаперевозки между Уханем и Ханоем, а в апреле 2021 года — между Уханем и Гонконгом.
Кроме того, в 2021 году SF Holding приобрела за 2,3 млрд долларов мажоритарную долю в гонконгской Kerry Logistics. В апреле 2023 года SF Airlines открыла грузовые авиамаршруты Циндао — Льеж, Эчжоу — Льеж и Чанша — Тель-Авив, в августе 2023 года — грузовой авиамаршрут Шэньчжэнь — Порт-Морсби.

## Дочерние структуры
- SF Airlines (грузовые авиаперевозки)
- SF Industrial Park (развитие логистических комплексов)
- SF Technology (информационные технологии)
- SF International (международные операции)
- Phoenix Wings (доставка грузов дронами)

Авиакомпания SF Airlines имеет 84 грузовых самолёта и является крупнейшим подразделением SF Holding. По состоянию на 2023 год SF Airlines выполняла в среднем 150 грузовых рейсов в день. Основными перевалочными базами SF Airlines служат международный аэропорт Шэньчжэнь Баоань, международный аэропорт Ханчжоу Сяошань, международный аэропорт Шанхай Пудун, Пекинский столичный международный аэропорт и грузовой аэропорт в Эчжоу. В 2017 году SF Airlines выкупила остатки флота авиакомпании Jade Cargo International, которая прекратила свою деятельность в 2011 году.

## Галерея

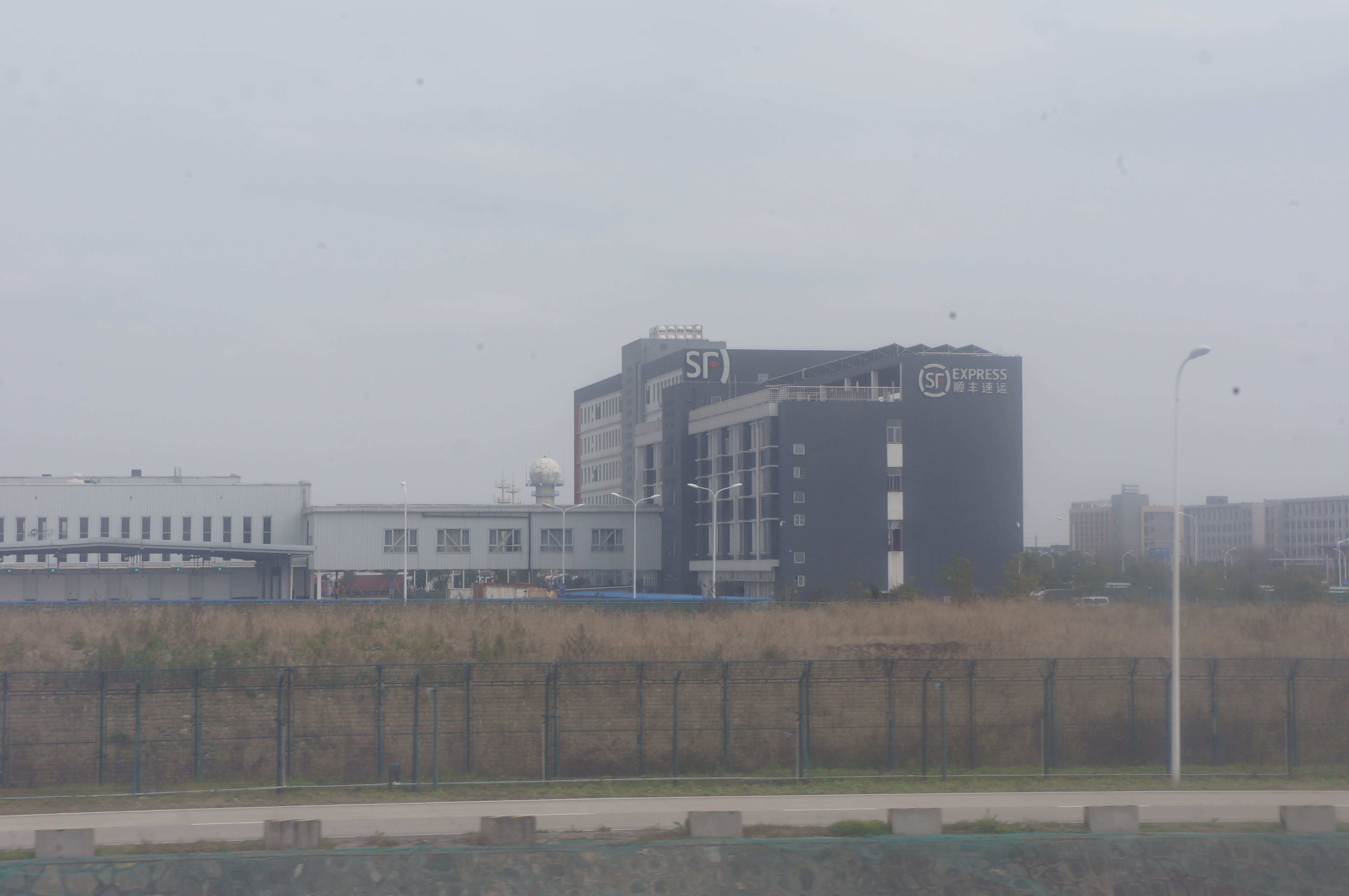
Комплекс в Ханчжоу
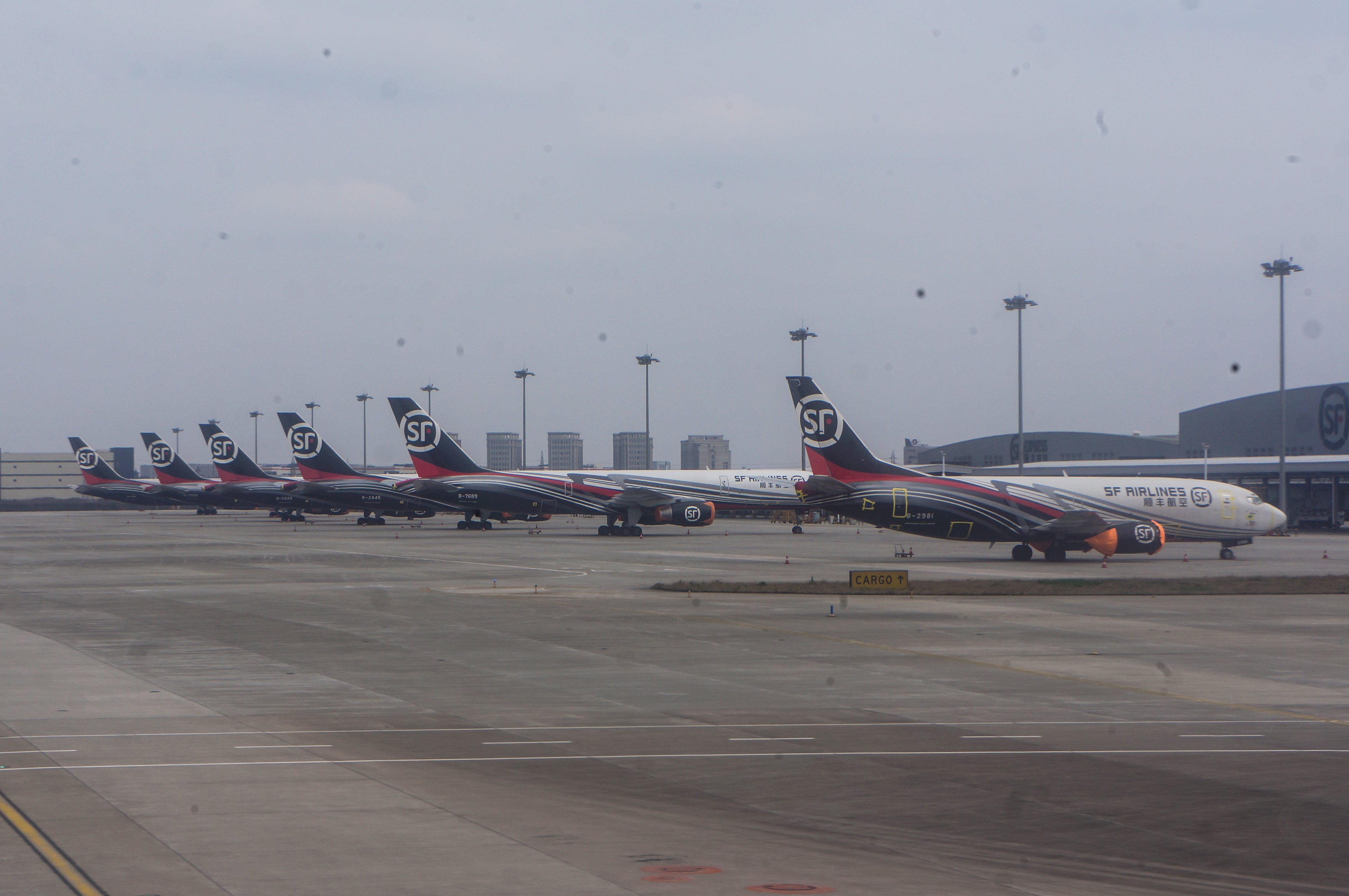
Стоянка в Ханчжоу
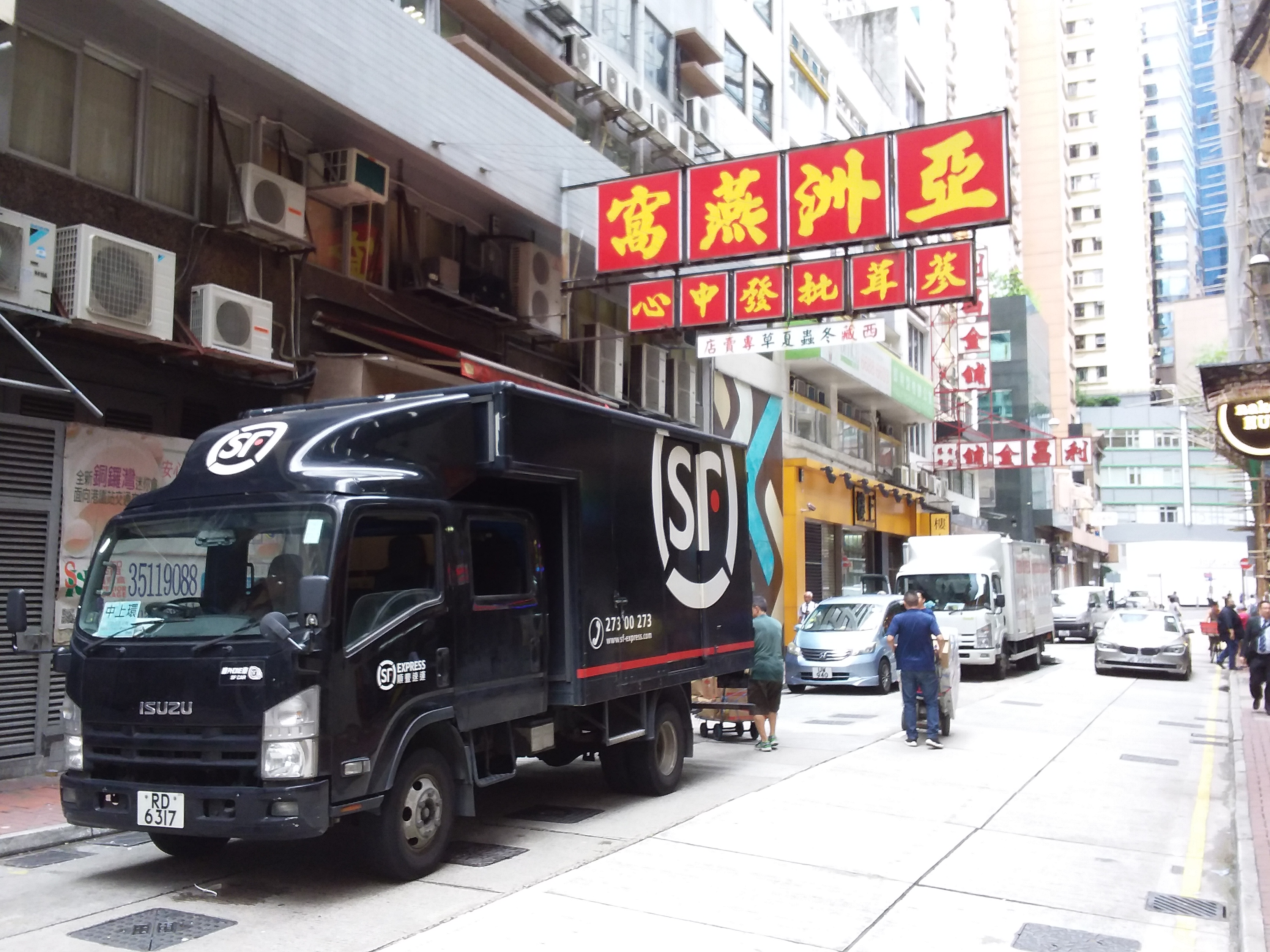
Автомобиль доставки
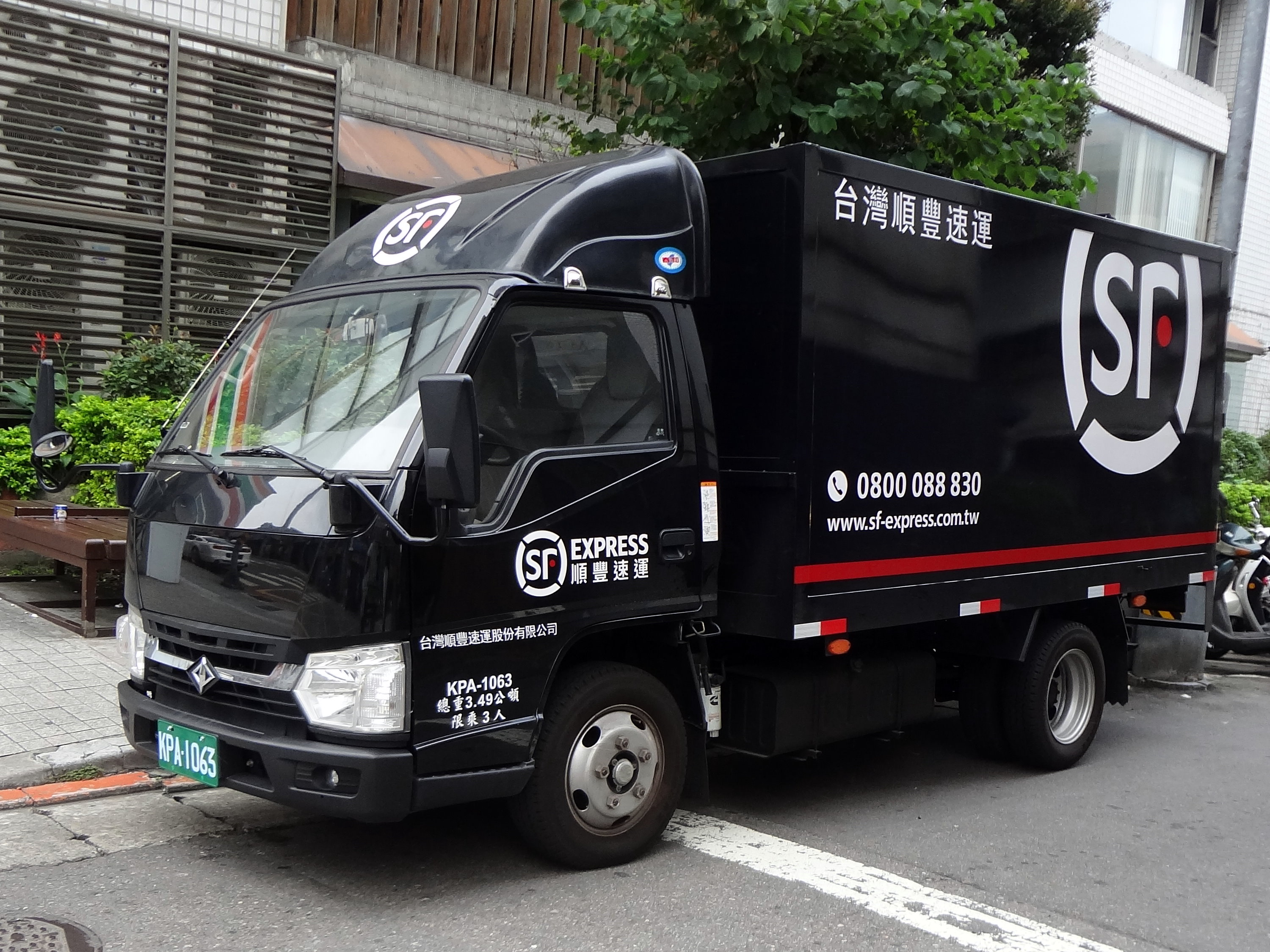
Автомобиль доставки
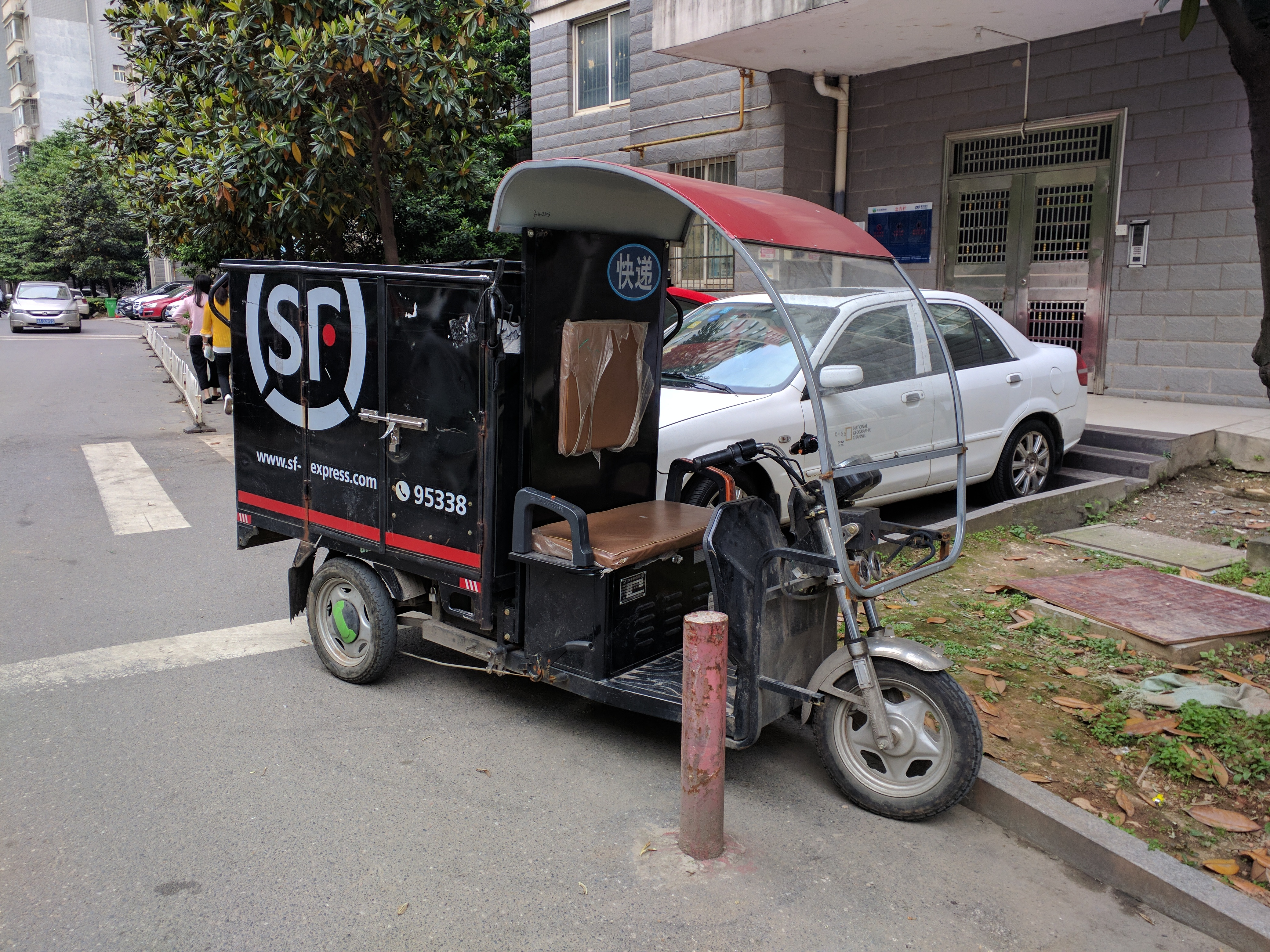
Трицикл доставки
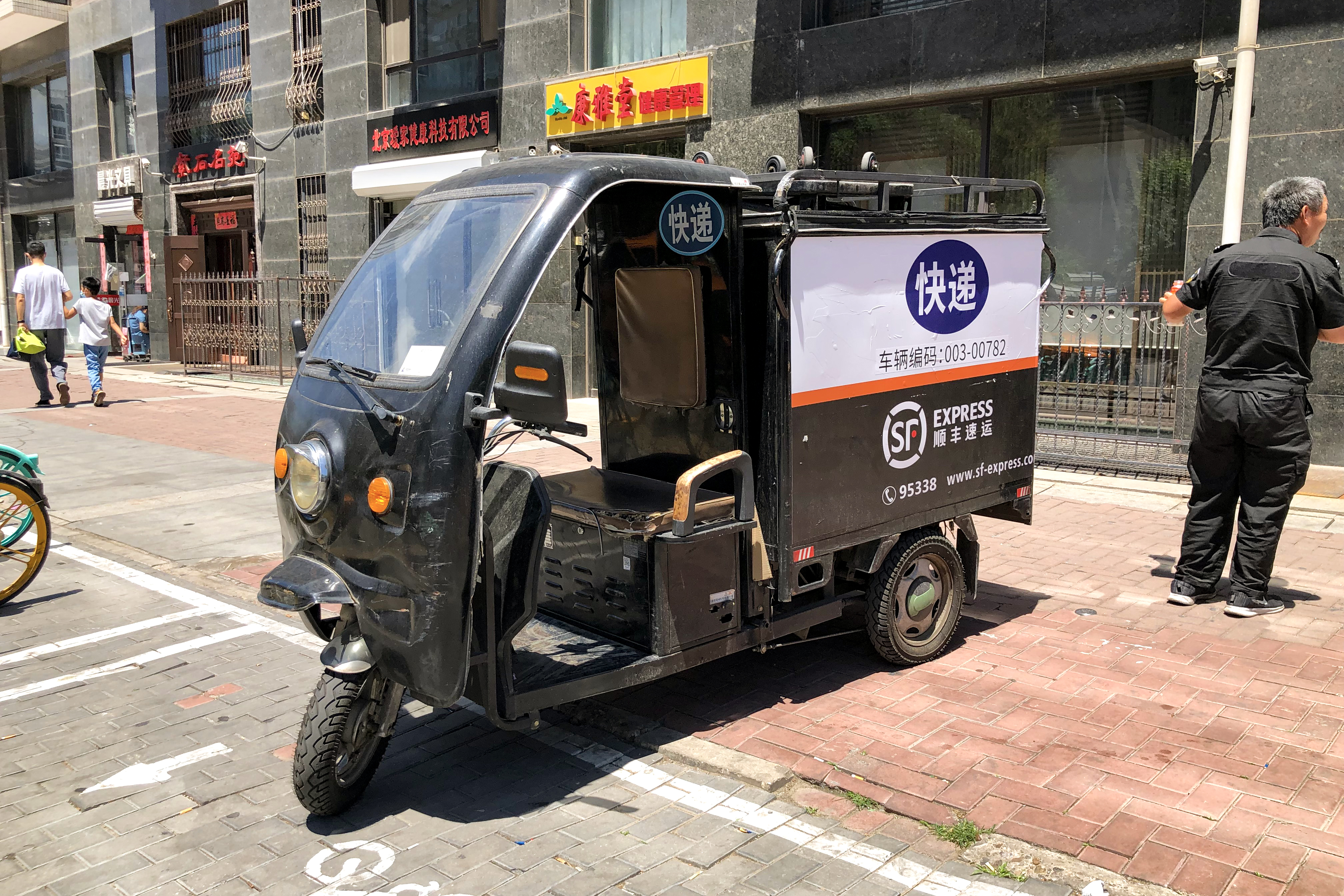
Трицикл доставки
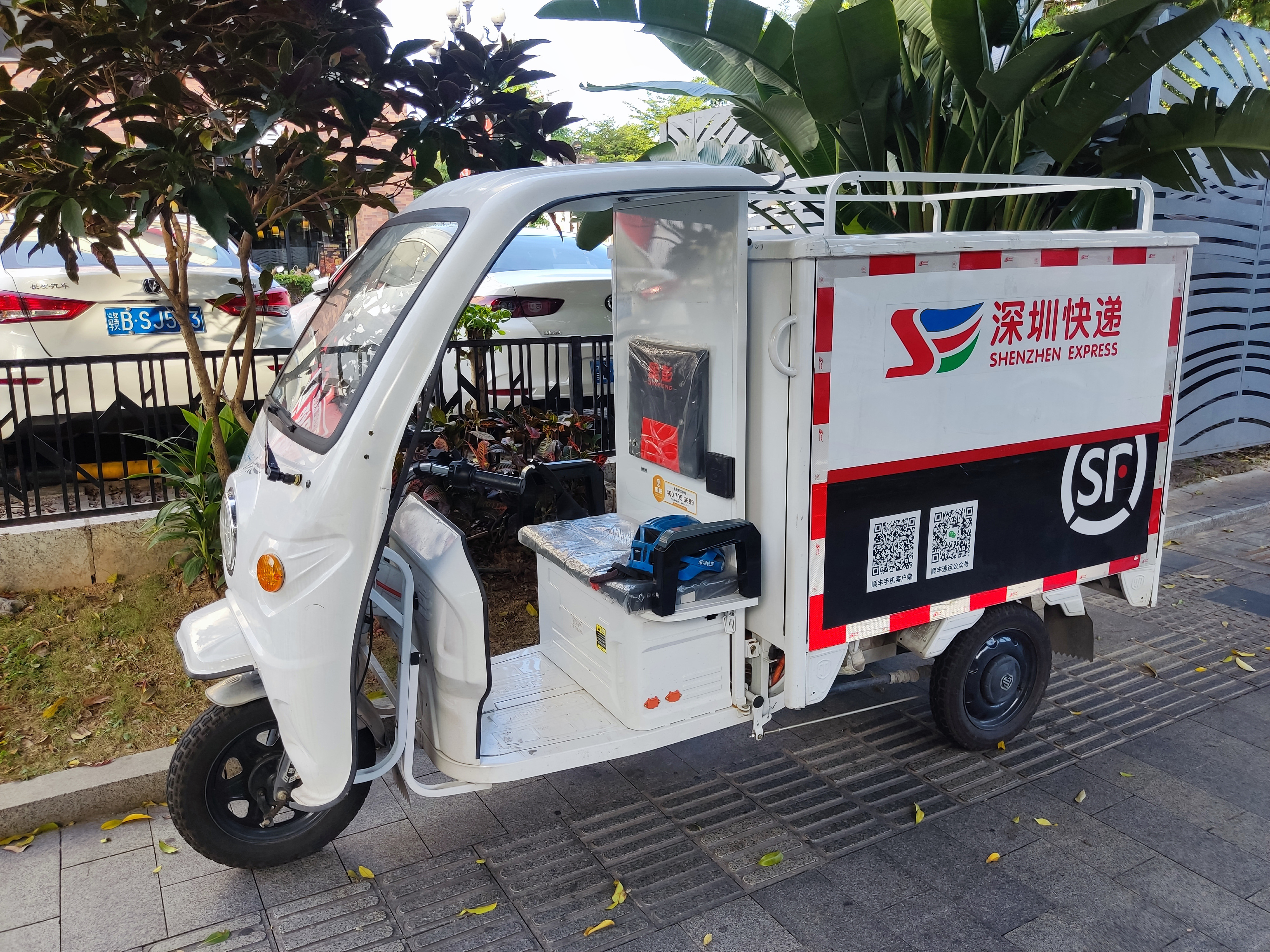
Трицикл доставки
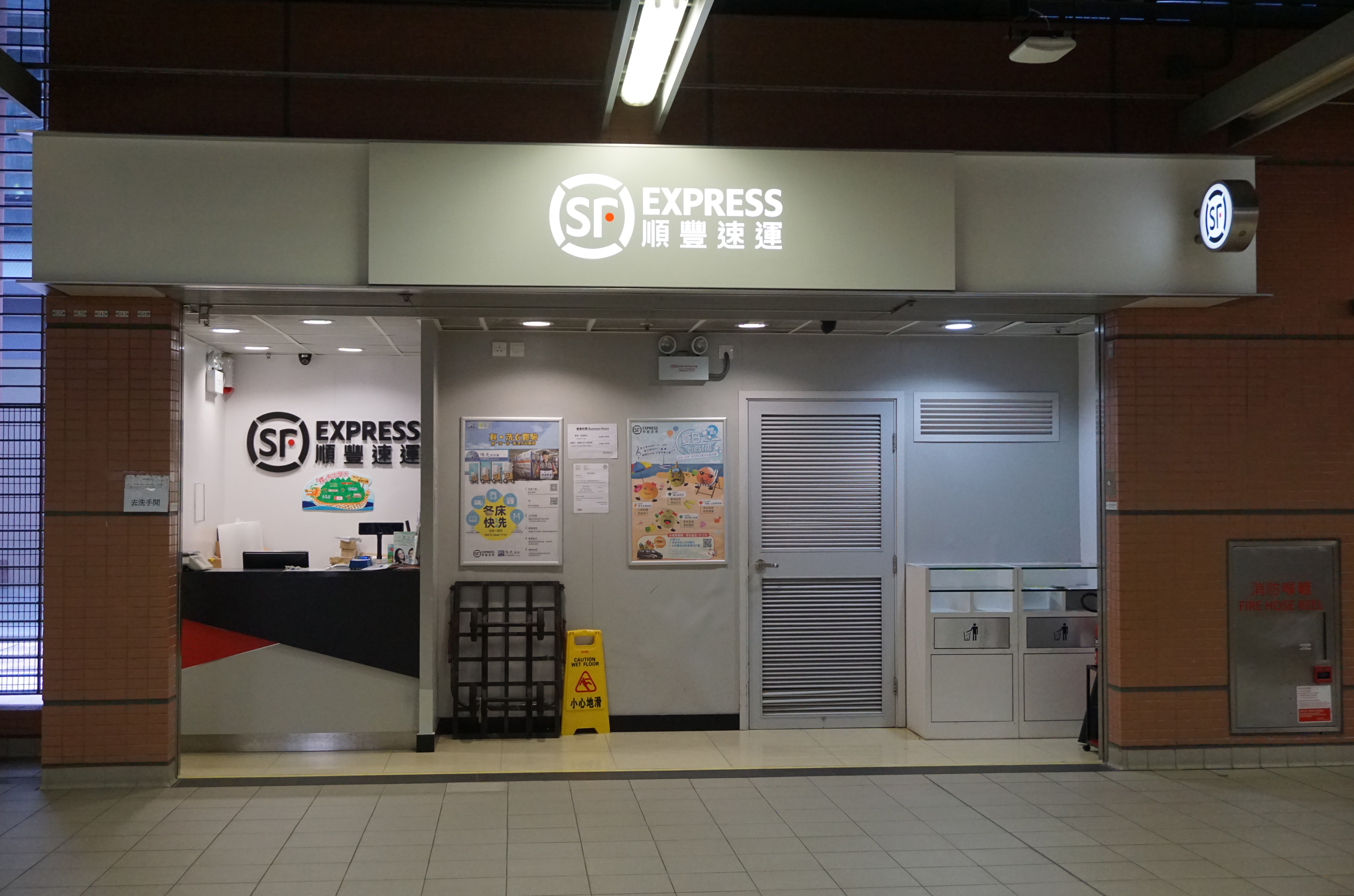
Отделение в Гонконге
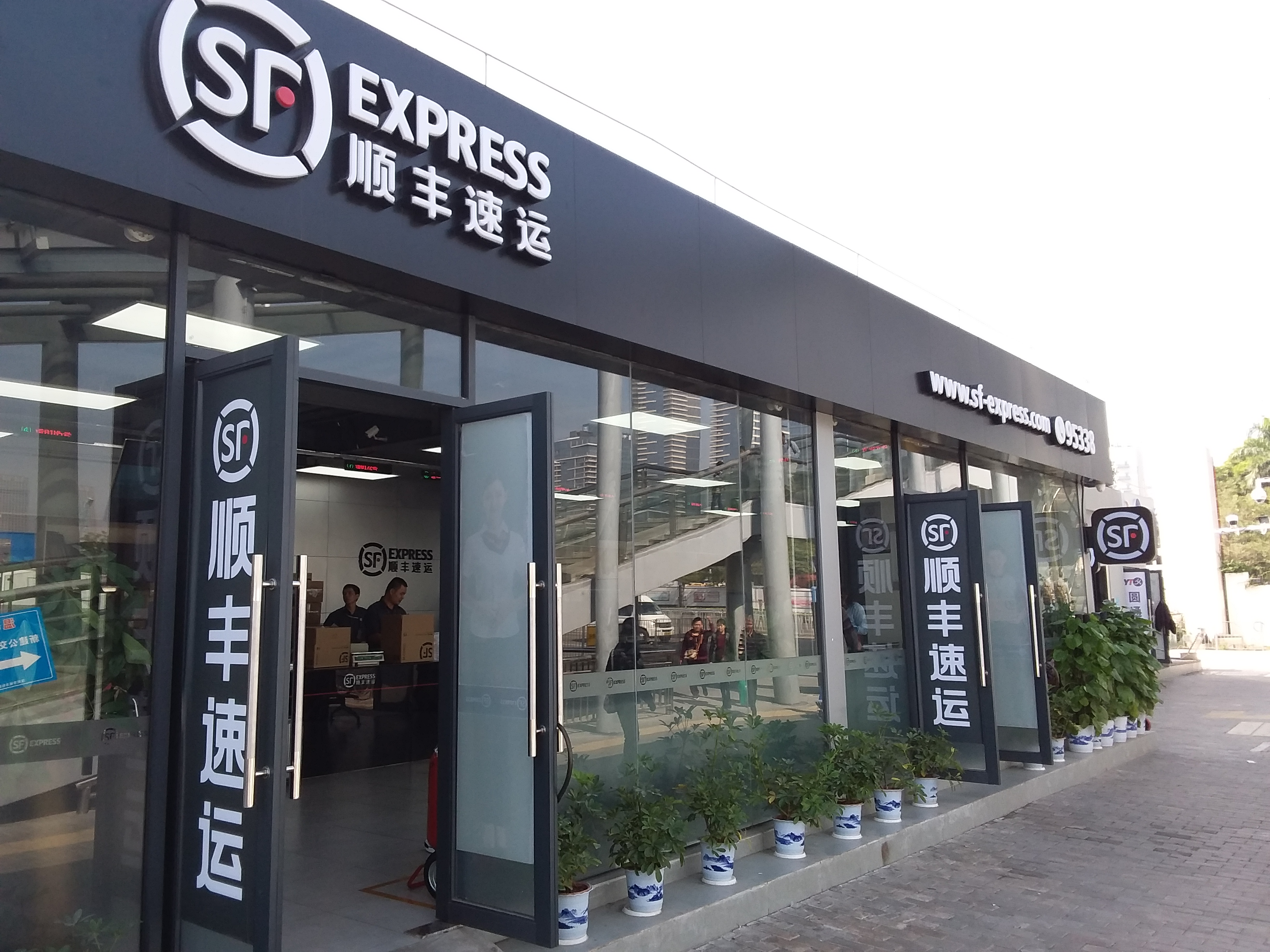
Отделение в Шэньчжэне
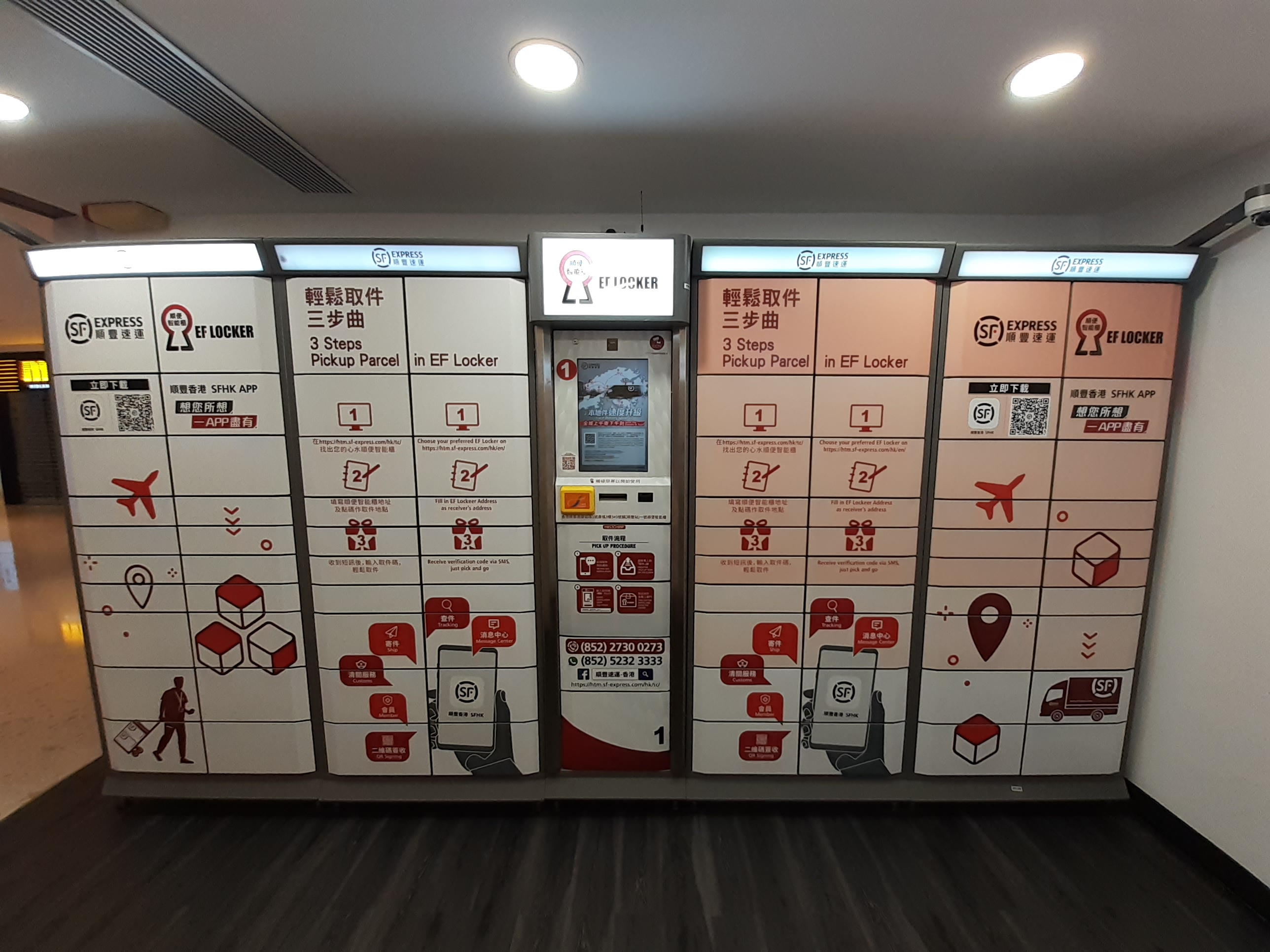
Почтоматы в Гонконге